# Elecciones parlamentarias de Noruega de 1885
Las elecciones parlamentarias de Noruega fueron realizadas en 1885. El resultado fue la victoria para el Venstre, el cual obtuvo 84 de los 114 escaños en el Storting. Johan Sverdrup permaneció como Primer ministro de Noruega.

## Resultados

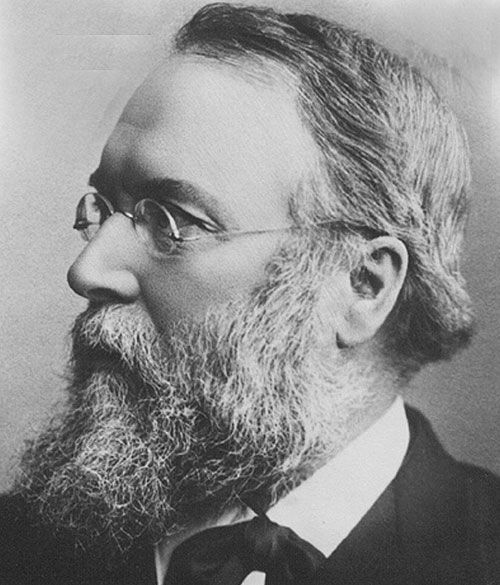
Ole Anton Qvam, líder del partido Venstre (1894-1896).

| Partido                 | Votos   | %    | Escaños | +/– |
| ----------------------- | ------- | ---- | ------- | --- |
| Venstre                 | 57 683  | 63.4 | 84      | +1  |
| Høyre                   | 33 284  | 36.6 | 30      | –1  |
| Votos en blanco/nulos   | 1 341   | –    | –       | –   |
| Total                   | 72 128  | 100  | 114     | 0   |
| Participación electoral | 122 952 | 75.1 | –       | –   |
| Fuente: Nohlen & Stöver |         |      |         |     |